# Enola Holmes (phim)
Enola Holmes là một bộ phim ly kỳ năm 2020 do Harry Bradbeer đạo diễn và Jack Thorne chắp bút, dựa trên cuốn đầu tiên trong loạt sách cùng tên của tác giả Nancy Springer. Câu chuyện xoay quanh Enola, cô em gái đương tuổi thiếu nữ của thám tử Sherlock Holmes nổi tiếng và hành trình đến London của cô để tìm mẹ mình, người đột nhiên mất tích. Millie Bobby Brown vào vai nhân vật trung tâm, đồng thời cũng đảm nhận vai trò sản xuất bộ phim. Henry Cavill, Sam Claflin và Helena Bonham Carter cũng đảm nhiệm các vai chính.
Enola Holmes vốn được hãng Warner Bros. lên kế hoạch chiếu rạp, nhưng do ảnh hưởng của đại dịch COVID-19, Netflix đã mua lại quyền phân phối bộ phim và sau đó phát hành tác phẩm vào ngày 23 tháng 9 năm 2020. Phim nhận được đánh giá tích cực từ giới phê bình, trong đó có nhiều lời khen ngợi dành cho màn thể hiện của Brown.

## Nội dung
Enola là cô em út trong gia đình Holmes danh giá. Cô có trí tuệ cực kì nhạy bén, nhãn quan tinh tường, khả năng suy nghĩ thấu đáo và quan điểm bất tuân theo những chuẩn mực xã hội khắt khe dành cho phụ nữ thời đó. Mẹ cô, Eudoria, đã dạy cô mọi thứ, từ cờ vua cho đến nhu thuật, đồng thời cũng khuyến khích Enola trở thành một phụ nữ trẻ có ý chí mạnh mẽ và suy nghĩ độc lập.
Vào sáng ngày sinh nhật thứ 16 của Enola, cô thức giấc và nhận ra mẹ mình đã biến mất, chỉ để lại vài món quà sinh nhật như sổ tay và bút vẽ. Cô vội vã tới nhà ga xe lửa để đón hai anh trai của mình, Mycroft và Sherlock, những người ban đầu không nhận ra em gái vì nhiều năm không gặp. Sherlock thấy Enola là một cô gái thông minh trong khi Mycroft cho rằng cô rất phiền phức. Với tư cách là người giám hộ hợp pháp của Enola, Mycroft dự định gửi em gái đến trường dạy ứng xử cho thiếu nữ của cô Harrison khó tính. Những bông hoa do Eudoria để lại tiết lộ các thông điệp bí mật và nơi giấu một khoản tiền mà sau đó Enola đã sử dụng khi trốn nhà đi bằng cách cải trang thành con trai. Trên xe lửa, cô gặp Tử tước Tewkesbury trẻ tuổi trốn trong một chiếc túi du lịch. Enola nói anh là kẻ ngốc nhưng cũng cảnh báo Tewkesbury rằng một người đàn ông đội mũ quả dưa màu nâu (tên Linthorn) đang lục soát khắp tàu để tìm anh. Hai người nhảy khỏi xe lửa để trốn kẻ săn đuổi. Không có thức ăn, Tewkesbury trổ tài tìm kiếm các loài thực vật ăn được. Họ cùng đi đến London và chia tay tại đây.
Cải trang thành một quý cô Victoria đúng nghĩa, Enola tiếp tục lần theo dấu vết của mẹ mình và để lại những tin nhắn đã được mã hoá trên mục quảng cáo cá nhân của vài tờ báo. Cô phát hiện ra truyền đơn và rất nhiều chất nổ tàng trữ trong một nhà kho, qua đó nhận ra Eudoria đang tham gia vào một nhóm cực đoan đòi quyền bầu cử cho nữ giới. Linthorn bất ngờ xuất hiện tấn công Enola, tra tấn cô hòng moi thông tin về Tewkesbury và cố gắng dìm cô chết đuối. Hai bên đánh nhau nhưng Enola kịp làm nổ nhà kho và chạy thoát. Cô quyết định tạm dừng cuộc tìm kiếm mẹ mình mà thay vào đó chuyển hướng sang việc tìm và cứu mạng Tewkesbury vì anh không có khả năng tự bảo vệ bản thân. Cô đến điền trang nhà Basilwether để điều tra thêm. Mycroft nhờ Thanh tra Lestrade của Sở cảnh sát Scotland tìm kiếm Enola.
Ở Covent Garden, Enola tìm thấy Tewkesbury đang làm chủ một sạp hoa, cô cảnh báo anh về mối nguy hiểm. Khi Lestrade bất ngờ đột kích, Enola giúp Tewkesbury trốn thoát còn bản thân bị ngài thanh tra tóm tại trận và được Mycroft đưa về giam lỏng trong trường học của cô Harrison. Sherlock đến thăm em gái và bộc bạch rằng anh rất ấn tượng với kĩ năng trinh thám của cô. Tewkesbury lẻn vào trường, giải cứu Enola và cùng nhau trốn thoát trên chiếc xe hơi của cô Harrison. Đến một ngã ba đường, thay vì trở lại London, Enola quyết định rằng họ phải tới dinh thự nhà Basilwether để đối mặt với chú của Tewkesbury, người mà cô cho rằng đang cố giết hại anh. Ở điền trang dường như không một bóng người, Linthorn phục kích họ bằng súng. Enola hạ hắn với một đòn nhu thuật khiến Linthorn chết tại chỗ vì vết thương chí mạng trên đầu. Lúc này, bà của Tewkesbury lộ chân tướng là kẻ phản diện thực sự: vốn theo chủ nghĩa truyền thống, bà ta không muốn Tewkesbury thay thế vị trí của cha anh trong Hạ viện và bỏ phiếu cho Dự luật Cải cách. Ở Sở cảnh sát Scotland, Lestrade hỏi Sherlock hai câu: một là cách anh giải quyết vụ án, hai là làm thế nào mà em gái anh lại có thể phá được nó trước.
Enola giải ra một tin nhắn mà cô tìm thấy trên báo, nhưng suy luận rằng nó không phải do mẹ cô gửi. Tại điểm hẹn, Sherlock và Mycroft bàn luận về Enola, vị thám tử gợi ý rằng mình có thể thay anh cả làm người giám hộ cho cô em út. Khi họ sắp sửa rời đi, Sherlock tìm thấy món đồ chơi cũ mà Enola để lại như một dấu hiệu cô đã đến đây, anh quyết định không tìm cô. Trở về chỗ trọ của mình, Enola thấy mẹ cô đã đợi ở đó. Hai mẹ con ôm chầm lấy nhau, Eudoria giải thích lý do bà bỏ đi và tại sao bà sẽ phải đi lần nữa, nhưng đồng thời bà cũng rất ấn tượng với con người mà Enola đã trở thành. Enola tìm được sự tự do và nhận ra lý tưởng sống của mình — cô ấy là một thám tử và là người kiếm tìm những linh hồn lạc lối.

## Diễn viên
- Millie Bobby Brown vai Enola Holmes, cô em út trong gia đình Holmes danh giá. Cực kì thông minh, có đôi mắt quan sát tinh tường và khả năng suy nghĩ thấu đáo, cô phản đối việc tuân theo những chuẩn mực xã hội dành cho phụ nữ thời đó. Dưới sự dạy dỗ của mẹ, Enola được học mọi thứ, từ cờ vua cho đến nhu thuật, ngoài ra cô cũng đọc rất nhiều sách.
- Henry Cavill vai Sherlock Holmes, người con lớn thứ hai trong ba anh em nhà Holmes. Một thám tử tư nổi tiếng.
- Sam Claflin vai Mycroft Holmes, anh cả trong ba anh em. Anh làm việc cho chính phủ với mức lương hậu hĩnh và là người giám hộ hợp pháp của Enola. Mặc dù Mycroft lớn hơn Sherlock nhưng ngoài đời Claflin lại ít hơn Cavill ba tuổi.[1]
- Helena Bonham Carter vai Eudoria Holmes, người mẹ đứng đầu gia đình Holmes. Là một người lập dị, phóng khoáng và độc đáo, Eudoria nuôi dạy Enola theo cách hướng cô theo đuổi con đường của riêng mình hơn là con đường do người khác đặt ra, đồng thời cũng muốn tái định nghĩa vị thế của một người phụ nữ trong xã hội.[2]
- Louis Partridge vai Tử tước Tewkesbury
- Burn Gorman vai Linthorn
- Adeel Akhtar vai Lestrade
- Susie Wokoma vai Edith
- Hattie Morahan vai quý bà Tewkesbury, mẹ của Tewkesbury
- David Bamber vai ngài Whimbrel Tewkesbury, chú của Tewkesbury
- Frances de la Tour vai bà quả phụ, bà của Tewkesbury
- Claire Rushbrook vai bà Lane, quản gia của gia đình Holmes
- Fiona Shaw vai cô Harrison
- Ellie Haddington vai cô Gregory

## Sản xuất

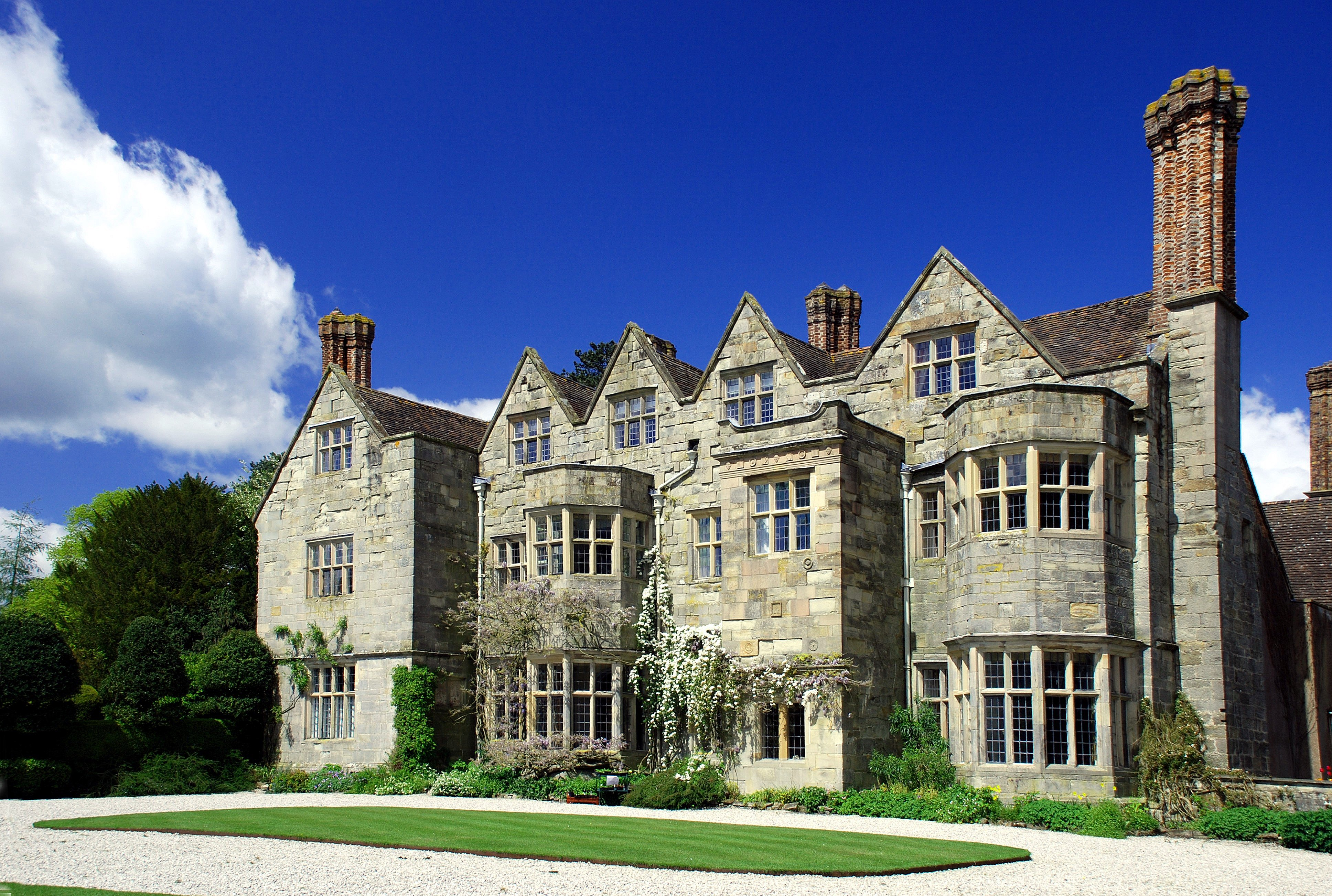
Lâu đài Benthall được sử dụng trong các cảnh quay ngoại thất của dinh thự nhà Holmes – lâu đài Ferndell

Vào thời điểm tháng 2 năm 2019, bộ phim chuyển thể từ loạt sách The Enola Holmes Mysteries của Nancy Springer đang trong quá trình phát triển tại Legendary Pictures, với Millie Bobby Brown sản xuất kiêm đóng vai chính và Harry Bradbeer được chỉ định giữ ghế đạo diễn. Trước đó Brown đã đọc loạt sách cùng chị gái Paige và ngay lập tức muốn vào vai Enola, nhưng khi ấy cô chưa đủ tuổi để đóng nhân vật này. Cô nói với cha mình về ý định chuyển thể cuốn sách thành phim và hợp tác với Legendary Pictures – công ty đã sản xuất Chúa tể Godzilla, một tác phẩm có sự góp mặt của Brown. Cô và Bradbeer muốn bộ phim được làm nên từ sự tràn trề năng lượng, giàu cảm xúc và cả những nét độc lạ. Brown thảo luận với biên kịch Jack Thorne về cách phá vỡ bức tường thứ tư mà cô mong muốn. Bradbeer rất hào hứng với kịch bản vì nó là sự kết hợp giữa mối quan tâm của ông tới các câu chuyện về "thành viên trong những gia đình khác thường học cách thấu hiểu nhau" và tình yêu ông dành cho Sherlock Holmes. Brown tận dụng cơ hội để ứng biến vì tính cách của nhân vật Enola hoàn toàn cho phép điều đó, việc mà cô không thể làm trong Cậu bé mất tích do bộ phim này được lên kịch bản rất chặt chẽ. Việc ghi lại những khoảnh khắc ngẫu hứng đó của Brown và theo kịp cô là một thách thức đối với người chỉnh nét.
Tháng 6 năm 2019, Henry Cavill, Helena Bonham Carter, Adeel Akhtar và Fiona Shaw tham gia vào dàn diễn viên, sau đó một tháng là Sam Claflin, Louis Partridge, Susie Wokoma và Burn Gorman khi phim bắt đầu ghi hình tại London. Đoàn làm phim quay những cảnh xe lửa ở Worcestershire, tại các địa điểm cụ thể như ga xe lửa Arley, ga xe lửa thị trấn Kidderminster và trên cầu Victoria nơi con đường sắt thung lũng Severn đi qua. Dinh thự Ferndell của gia đình Holmes ghi hình ở lâu đài Benthall, Shropshire. Lâu đài này vốn không được chọn làm địa điểm quay phim, tuy nhiên người quản lý khu đất đã nhiệt tình giúp đỡ đội ngũ thiết kế sản xuất khi cho phép họ trồng cây um tùm để nơi này có được vẻ ngoài như mong muốn. Các cảnh nội thất quay tại lâu đài West Horsley ở Surrey. Đoàn làm phim đã dựng nên nhiều bức tường giả, cũng như sử dụng các đồ trang trí và giấy dán tường cổ có hoạ tiết cây cỏ, điều lấy cảm hứng từ phong trào Nghệ thuật và Thủ công. Bối cảnh khu vực East End và hẻm Limehouse được tạo ra giữa các tòa nhà phụ tại Luton Hoo, Bedfordshire. Cảnh Sherlock và Mycroft chờ đợi để gặp Enola ghi hình tại Drum Court thuộc khu vực Toà nhà Ngân khố Quốc chủ Bệ hạ, Westminster.
Bonham Carter gọi vai diễn của bà là "vai nhỏ nhất và tuyệt vời nhất mà tôi từng được giao", bên cạnh đó cũng chia sẻ rằng quản lý của nữ diễn viên đã cố ngăn cản bà nhận một vai nhỏ như vậy. Bà đánh giá cao chiều sâu của nhân vật dẫu đất diễn của bà không nhiều. Dù vậy trong bản cuối cùng của bộ phim, Eudoria xuất hiện nhiều hơn so với kịch bản ban đầu.
Khâu chế tạo trang phục của bộ phim do nhà thiết kế từng được đề cử giải Oscar Consolata Boyle chịu trách nhiệm. Boyle và đội ngũ của cô thiết kế riêng, nhuộm và may trang phục cho tất cả các diễn viên chính và phụ. Họ đã tạo ra khoảng 30 bộ trang phục cho nhân vật Enola, ngoài ra một số bộ như chiếc váy bông phấn màu đỏ phải được làm lại nhiều lần vì tính thể chất của vai diễn và để phòng bất kì hỏng hóc nào có thể xảy ra trong các cảnh chiến đấu. Bộ váy bông phấn này dựa trên trang phục sân khấu thời kỳ đó, ngoài ra Boyle cũng muốn sử dụng màu đỏ, "màu của lòng dũng cảm". Nhà thiết kế yêu thích nhất chiếc váy cuối cùng của Enola, nó có hình dáng giống y như chiếc váy đầu tiên mà cô mặc khi đi xe đạp – điều khiến các trang phục trở thành một vòng lặp, nhưng chất liệu lụa tự nhiên chưa qua xử lý và không mang màu mạnh của bộ váy cuối "cho phép bất cứ điều gì có thể xảy đến sau đó." Boyle sử dụng các màu tím, xanh lá cây và trắng ngà một cách có chủ ý vì chúng gắn liền với phong trào đòi quyền bầu cử của phụ nữ.
Hiệu ứng hình ảnh của bộ phim do Michael Ellis giám sát và Mr. X cùng Host VFX thực hiện.
Đơn vị được ủy quyền quản lý di sản của tác giả Sherlock Holmes Arthur Conan Doyle đã đệ đơn kiện Netflix về bộ phim, cáo buộc nó vi phạm bản quyền khi tái hiện Sherlock Holmes là người có cảm xúc. Họ lập luận rằng khía cạnh này của nhân vật không thuộc phạm vi công cộng vì Sherlock chỉ được mô tả là có cảm xúc trong các tác phẩm xuất bản từ năm 1923 đến năm 1927, theo đó bản quyền của những câu chuyện xuất bản trong thời kỳ này vẫn chưa hết hạn theo luật bản quyền ở Hoa Kỳ. Cavill chia sẻ rằng vai diễn Sherlock của anh "vốn cảm xúc hơn rất nhiều, thế nên chúng tôi đã phải tiết chế lại và bảo nhau, 'được rồi, đừng khiến nó trở nên xúc động quá'." Anh nói về đơn kiện: "Tôi không có khả năng và thẩm quyền để giải quyết những vấn đề pháp lý thế này."

### Âm nhạc
Tháng 7 năm 2019, Daniel Pemberton được công bố là người đảm nhiệm vai trò soạn nhạc cho Enola Holmes. Milan Records phát hành nhạc phim vào ngày 18 tháng 9 năm 2020. Pemberton mô tả nó là "thứ nhạc giao hưởng du dương và đầy cảm xúc một cách không hề giấu diếm" mà trong đó "có chút gì khó đoán, rất hỗn độn nhưng cũng độc đáo đến kì lạ".

## Phát hành
Enola Holmes vốn được hãng Warner Bros. lên kế hoạch chiếu rạp, nhưng do ảnh hưởng của đại dịch COVID-19, Netflix mua lại quyền phân phối bộ phim vào tháng 4 năm 2020. Phim được phát hành vào ngày 23 tháng 9 năm 2020.
Để quảng bá cho bộ phim tại Vương quốc Anh, Netflix đã dựng hàng loạt các bức tượng những người chị em gái nổi tiếng của nhiều nhân vật nam và trưng bày ngay cạnh tượng có sẵn của họ. Hãng này cũng hợp tác với Escape Hunt Anh Quốc để phát hành một trò chơi điện tử tại nhà miễn phí thể loại phiêu lưu, mang tên An Enola Holmes Adventure.

## Đón nhận

### Lượt xem
Trong năm ngày đầu tiên ra mắt, Enola Holmes đứng đầu trên bảng xếp hạng phim lẻ được xem nhiều nhất trên Netflix. Cho tới cuối tuần đó, phim giữ hạng hai trong số những tác phẩm được xem nhiều nhất trên nền tảng này, sau phim truyền hình Ratched. Vào tháng 10 năm 2020, Netflix báo cáo rằng có gần 76 triệu hộ gia đình đã xem bộ phim chỉ sau bốn tuần ra mắt.

### Đánh giá chuyên môn
Trên hệ thống tổng hợp kết quả đánh giá Rotten Tomatoes, phim có tỷ lệ đánh giá tích cực là 91% dựa trên 179 nhận xét, với điểm trung bình là 7,04/10. Phần đánh giá chung về phim của trang web này có nội dung: "Enola Holmes đã thổi một luồng gió mới vào Phố Baker – cũng như dành nhiều đất diễn cho Millie Bobby Brown để cô ấy làm bật lên năng lượng tích cực của mình trong một thương hiệu nhượng quyền đang chờ đón." Trên Metacritic, điểm trung bình của bộ phim là 68/100, dựa trên đánh giá của 30 nhà phê bình, cho thấy "các đánh giá nhìn chung là tích cực".
Peter Debruge của Variety gọi bộ phim là "sự khởi đầu đầy giải trí cho một thương hiệu nhượng quyền" và khen ngợi màn thể hiện của Brown, cho rằng "phong cách diễn xuất [của cô] gợi lại nét tự nhiên dạt dào xúc cảm mà Keira Knightley mang đến cho Kiêu hãnh và định kiến, nhờ thế đã phá vỡ tính quy chuẩn gò bó trong rất nhiều bộ phim chuyển thể từ tác phẩm của Jane Austen trước đó." Debruge nhận thấy Enola Holmes "vừa nâng tính thẩm mĩ trong lối kể chuyện giàu năng lượng lên một tầm cao hơn so với các bộ phim Sherlock Holmes gần đây của Guy Ritchie, đồng thời cũng thú vị hơn nhiều so với phần phim được tái khởi động [năm 2019] của Nancy Drew." John DeFore từ tờ The Hollywood Reporter đưa ra nhận xét tích cực về tác phẩm, viết rằng: "Bộ phim đã xuất sắc giả lập cho nữ chính một chỗ đứng vững vàng trong thế giới Holmes, nhưng rồi lại thuyết phục các khán giả trẻ rằng không nhất thiết phải trói buộc Enola trong thế giới đó." Ann Hornaday viết cho tờ The Washington Post: "Lanh lẹ và mãnh liệt, Enola Holmes dẫn lối ta ra khỏi những nỗi buồn mà cuộc sống hiện đại mang lại, nhờ nữ diễn viên chính đã biết cách đưa sức hút riêng của cô ấy vào chuyến phiêu lưu." Ella Kemp từ tạp chí Empire cho rằng: "[...] Enola Holmes hào hùng nhắc ta rằng luôn có cách để kể lại một câu chuyện đã cũ – dù vậy, lần sau có lẽ bộ phim cần tinh tế hơn khi đưa ra những bài học về nữ quyền." Cây bút của The Guardian, Peter Bradshaw đưa ra nhận xét hai chiều: dù "Enola Holmes là kiểu tác phẩm toàn sao như thể từng được thực hiện bởi BBC" nhưng các yếu tố trinh thám của câu chuyện không làm ông hài lòng vì "Enola đáng lẽ ra phải trổ tài suy luận phá án tài tình nhiều hơn – điều không đơn giản chỉ là giải mỗi mật mã."
Đánh giá tiêu cực của Mick LaSalle từ báo San Francisco Chronicle viết rằng: "Một nữ diễn viên trẻ sáng giá, một nam ngôi sao điện ảnh và một phong cách tiềm ẩn sự thú vị, tất cả ngộp thở giữa 128 phút nhảm nhí, dù đầy sắc màu là vậy nhưng thực ra rỗng tuếch."

## Phần tiếp theo
Tháng 9 năm 2020, nhà sản xuất kiêm ngôi sao của bộ phim, Millie Bobby Brown cùng đạo diễn Harry Bradbeer bày tỏ ý định phát triển phần tiếp theo của Enola Holmes. Brown vốn nghĩ sẽ chỉ làm một bộ phim đầu, tuy nhiên cô rất yêu thích việc vào vai Enola và nói rằng đó quả là một giấc mơ nếu được hoá thân thành nhân vật lần nữa.